# Bezirk Bochnia

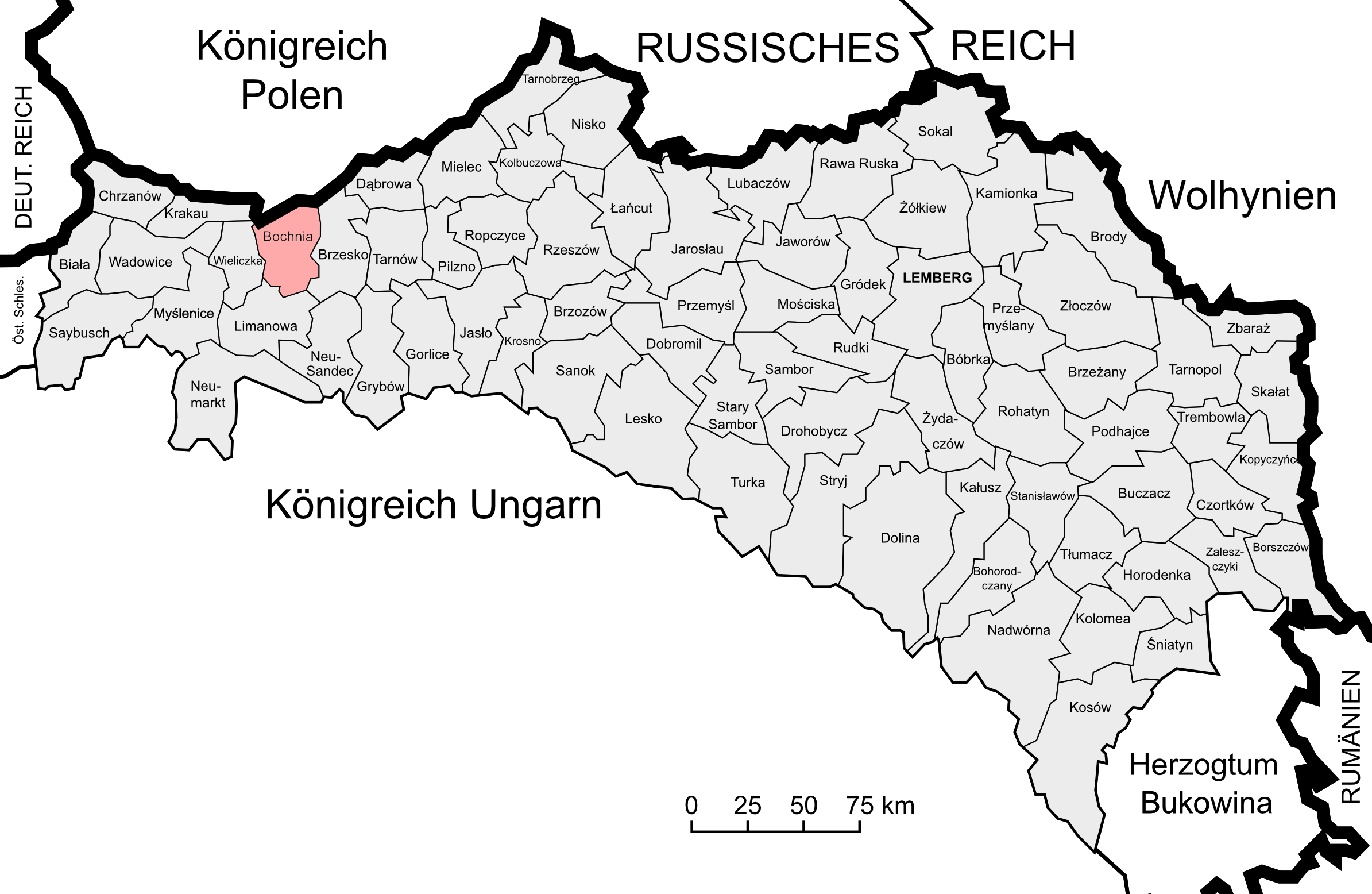
Lage des Bezirks Bochnia im Kronland Galizien und Lodomerien

Der Bezirk Bochnia war ein politischer Bezirk im Kronland Galizien und Lodomerien. Sein Gebiet umfasste Teile Westgaliziens im heutigen Polen (Powiat Bochnia), Sitz der Bezirkshauptmannschaft war die Stadt Bochnia. Nach dem Ersten Weltkrieg musste Österreich den gesamten Bezirk an Polen abtreten, hier sind große Teile heute im Powiat Bocheński zu finden.
Er grenzte im Norden an das Russische Kaiserreich, im Osten an den Bezirk Brzesko, im Süden an den Bezirk Limanowa, im Südwesten an den Bezirk Wieliczka sowie im Nordwesten an den Bezirk Krakau.

## Geschichte
Ein Vorläufer des späteren Bezirks (Verwaltungs- und Justizbehörde zugleich) wurde zum Ende des Jahres 1850 geschaffen, die Bezirkshauptmannschaft Bochnia war dem Regierungsgebiet Krakau unterstellt und umfasste folgende Gerichtsbezirke:
- Gerichtsbezirk Bochnia
- Gerichtsbezirk Brzésko
- Gerichtsbezirk Uście Solne
- Gerichtsbezirk Wiśnicz

Nach der Kundmachung im Jahre 1854 kam es am 29. September 1855 zur Einrichtung des Bezirksamtes Bochnia (weiterhin für Verwaltung und Gerichtsbarkeit zuständig) innerhalb des Kreises Bochnia.
Nachdem die Kreisämter Ende Oktober 1865 abgeschafft wurden und deren Kompetenzen auf die Bezirksämter übergingen, schuf man nach dem Österreichisch-Ungarischen Ausgleich 1867 auch die Einteilung des Landes in zwei Verwaltungsgebiete ab. Zudem kam es im Zuge der Trennung der politischen von der judikativen Verwaltung zur Schaffung von getrennten Verwaltungs- und Justizbehörden. Während die gerichtliche Einteilung weitgehend unberührt blieb, fasste man Gemeinden mehrerer Gerichtsbezirke zu Verwaltungsbezirken zusammen. 
Der neue politische Bezirk Bochnia wurde aus folgenden Bezirken gebildet:
- Bezirk Bochnia (mit 61 Gemeinden)
- Bezirk Wiśnicz (mit 39 Gemeinden)
- Teilen des Bezirks Dobczyce (mit 19 Gemeinden)
- Teilen des Bezirks Niepołomice (13 Gemeinden)
- Teilen des Bezirks Radłów (Gemeinden Barczków und Popędzina)

Der Bezirk Bochnia bestand bei der Volkszählung 1910 aus 145 Gemeinden sowie 77 Gutsgebieten und umfasste eine Fläche von 877 km². Hatte die Bevölkerung 1900 noch 105.093 Menschen umfasst, so lebten hier 1910 114.401 Menschen. Auf dem Gebiet lebten dabei mehrheitlich Menschen mit polnischer Umgangssprache (99,8 %) und römisch-katholischem Glauben, Juden machten rund 6 % der Bevölkerung aus.

## Ortschaften
Auf dem Gebiet des Bezirks bestand 1900 Bezirksgerichte in Bochnia, Niepołomice und Wiśnicz Nowy, diesen waren folgende Orte zugeordnet:
Gerichtsbezirk Bochnia:
- Baczków
- Barczków
- Bessów
- Bieńkowice
- Stadt Bochnia
- Bogucice
- Borek
- Bratucice
- Brzeźnica
- Buczków
- Buczyna
- Cerekiew
- Chełm
- Chodenice
- Chrostowa bestehend aus den Ortsteilen Chrostowa und Podegrodzie
- Cikowice
- Dąbrowica
- Dąbrówka
- Damienice
- Drwinia
- Dziewin
- Gawłów bestehend aus den Ortsteilen Gawłów Nowy und Gawłów Stary
- Gawłówek
- Gierczyce
- Gorzków
- Grabina
- Grobla
- Jodłówka
- Kolanów
- Krzeczów
- Krzyżanowice Wielkie
- Łapczyca
- Łazy
- Majkowice bestehend aus den Ortsteilen Majkowice und Turzec
- Mikluszowice
- Moszczenica
- Niedary
- Nieszkowice Małe
- Ostrów Królewskie
- Ostrów Szlachecki
- Popędzyna
- Proszówki
- Rzezawa
- Siedlec
- Słomka
- Stanisławice
- Stradomka
- Świniarów
- Trawniki
- Trinitatis
- Markt Uście Solne
- Wieniec
- Wola Drwińska
- Wrzępia
- Wyżyce
- Zatoka

Gerichtsbezirk Niepołomice:
- Brzezie bestehend aus den Ortsteilen Brzezie und Gruszki
- Chobot
- Chrość
- Cichawa
- Czyżów
- Dąbrowa
- Grodkowice
- Jaroszówka
- Kłaj
- Klęczany
- Krakuszowice
- Książnice
- Łężkowice
- Łysokanie
- Marszowice
- Niegowić
- Markt Niepołomice bestehend aus den Ortsteilen Kółko und Niepołomice
- Niewiarów
- Nieznanowice
- Pierzchów
- Pierzchowiec
- Podborze
- Podłęże
- Staniątki
- Świątniki
- Szarów
- Szczytniki
- Targowisko
- Wiatowice
- Wola Batorska
- Wola Zabierzowska
- Zabierzów
- Zborczyce

Gerichtsbezirk Wiśnicz:
- Bełdno
- Boczów
- Borowna
- Brzezowa
- Bytomsko
- Chronów
- Cichawka
- Dołuszyce
- Grabie
- Kamionna
- Kamyk
- Kępanów
- Kierlikówka
- Kobyle
- Kobylec
- Kopaliny
- Królówka
- Kurów
- Łąkta Dolna
- Łąkta Górna
- Łapanów
- Leksandrowa
- Leszczyna
- Lipnica Dolna
- Lipnica Górna
- Markt Lipnica Murowana
- Łomna
- Lubomierz
- Nieprześnia
- Nieszkowice Wielkie
- Olchawa
- Pogwizdów
- Połom Duży
- Rajbrot
- Rdzawa
- Rozdziele bestehend aus den Ortsteilet Rozdziele Dolne und Rozdziele Górne
- Rzegocina
- Sobolów bestehend aus den Ortsteilen Sobolów und Zonia
- Tarnawa
- Trzciana
- Ubrzeż
- Ujazd
- Wieruszyce
- Wiśnicz Mały
- Markt Wiśnicz Nowy
- Wiśnicz Stary
- Wola Nieszkowska
- Wola Wieruszycka
- Wolica
- Zawada
- Zbydniów bestehend aus den Ortsteilen Podjasień und Zbydniów